# Томас Фибел
Томас Фибел (фр. Thomas Phibel; Лес Абиемс, 31. мај 1986) је француски фудбалер. Игра у одбрани. 

## Каријера
У млађим категоријама је највећи део наступао за Ланс, чији је члан био до 2006. године, да би исте године у дресу белгијског нижелигаша Виртона забележио 15 мечева. У Белгији се задржао шест година, али је за Стандард из Лијежа од 2007. до 2008. године одиграо само два меча у шампионату, да би 2008. године уписао 10 лигашких сусрета у дресу Брисела. Његов успон је почео када је прешао у Антверпен у чијем дресу је за три сезоне забележио 67 наступа у првенству и постигао шест голова. 
Након боравка у Виђев Лођу у сезони 2012/13. и почетком сезоне 2013/14. (укупно 33 првенствена меча), уследила је селидба у Русију, где у Амкару из Перма за две сезоне бележи учинак од 30 одиграних утакмица у Премијер лиги и један погодак у ремију против Зенита (1:1). 
У сезони 2015/16. носио је дрес Мордовије из Саранска на 17 лигашких утакмица у којима се једном уписао у стрелце на гостовању против Урала, међутим, Мордовија је сезону завршила на зачељу табеле и испала у нижи ранг.
У јуну 2016. потписао је двогодишњи уговор са Црвеном звездом.
Постао је члан ФК Паланга у фебруару 2019. године.